# 1266 en santé et médecine
| Années de la santé et de la médecine : 1263 - 1264 - 1265 - 1266 - 1267 - 1268 - 1269    |
| Décennies de la santé et de la médecine : 1230 - 1240 - 1250 - 1260 - 1270 - 1280 - 1290 |

Cet article présente les faits marquants de l'année 1266 en santé et médecine.

## Événements

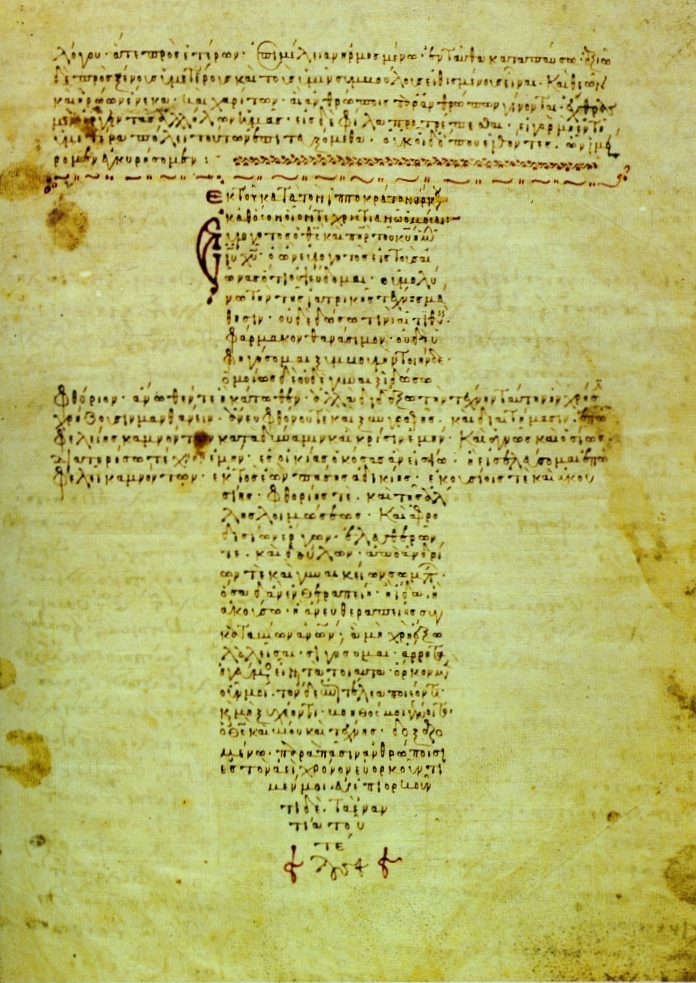
Serment d'Hippocrate Manuscrit byzantin, s. Bibliothèque vaticane

- Reconnaissance à Florence d'un Arte dei Medici e Speziali, corporation des médecins et des apothicaires dont la pratique sera qualifiée d'« art majeur » en 1293 et dont les statuts, établis en 1314, « autoris[eront] les apothicaires à avoir dans leur boutique des médecins pour soigner les malades[1] ».
- Guillaume Amiel fonde à Montauban un hospice disparu de nos jours[2].
- En Champagne, « sur le chemin de Varreddes à Trocy et dans l'étendue de la paroisse de Congis, il y avait un hôtel-Dieu […] sur le bord de la petite rivière de Thérouanne, et proche du passage appelé le gué de Tresmes[3]. »
- Un hôtel-Dieu est attesté à Gandelu, en Champagne[3].
- Fondation de l'hôpital de Santo Spirito de Posada en Sardaigne, dont l'administration est confiée à l'hôpital de la Miséricorde (Ospedale della Misericordia), dit « Nuovo », fondé en 1257 à Pise[4].
- Une maladrerie est mentionnée à La Mure en Dauphiné, dans l'actuel département de l'Isère[5].
- Vers 1266 : à Bayonne, « les ladres sont installés sur des terres appartenant au chapitre cathédral, près de l'hôpital Saint-Nicolas[6] ».
- En 1266 au plus tard : détruit dans l'incendie de 1248, l'hôpital Sainte-Catherine (Katarinahospitalet) de Bergen, alors capitale de la Norvège, est rebâti comme léproserie (ospitale leprosorum) sous le règne de Magnus VI, avant d'être reconverti en 1276 en hôpital des pauvres (ospitale pauperum) destiné aux femmes[7],[8].

## Publications
- Charles d'Anjou offre au pape Clément IV « l'un des plus anciens et des plus importants manuscrits hippocratiques, un codex du XIIe siècle[9] ».
- Vers 1266
  - Parution de la traduction latine du traité d'optique d'Alhazen († 1036), sous le titre d'Opticae Thesaurus[10].
  - Thierry de Lucques (1205-1298), Mulomedicina (« Traité d'hippiatrie[11] »).

## Personnalité
- Fl. Sicard de Cruce, médecin à Narbonne, « témoin du testament de Pierre Esquirol[12] ».